# Les Nans
Les Nans est une commune française située dans le département du Jura, dans la région culturelle et historique de Franche-Comté et la région administrative Bourgogne-Franche-Comté.
Les habitants de ce petit village agricole et forestier, situé à 10 kilomètres au nord de Champagnole, sont nommés Les Ours.

## Géographie

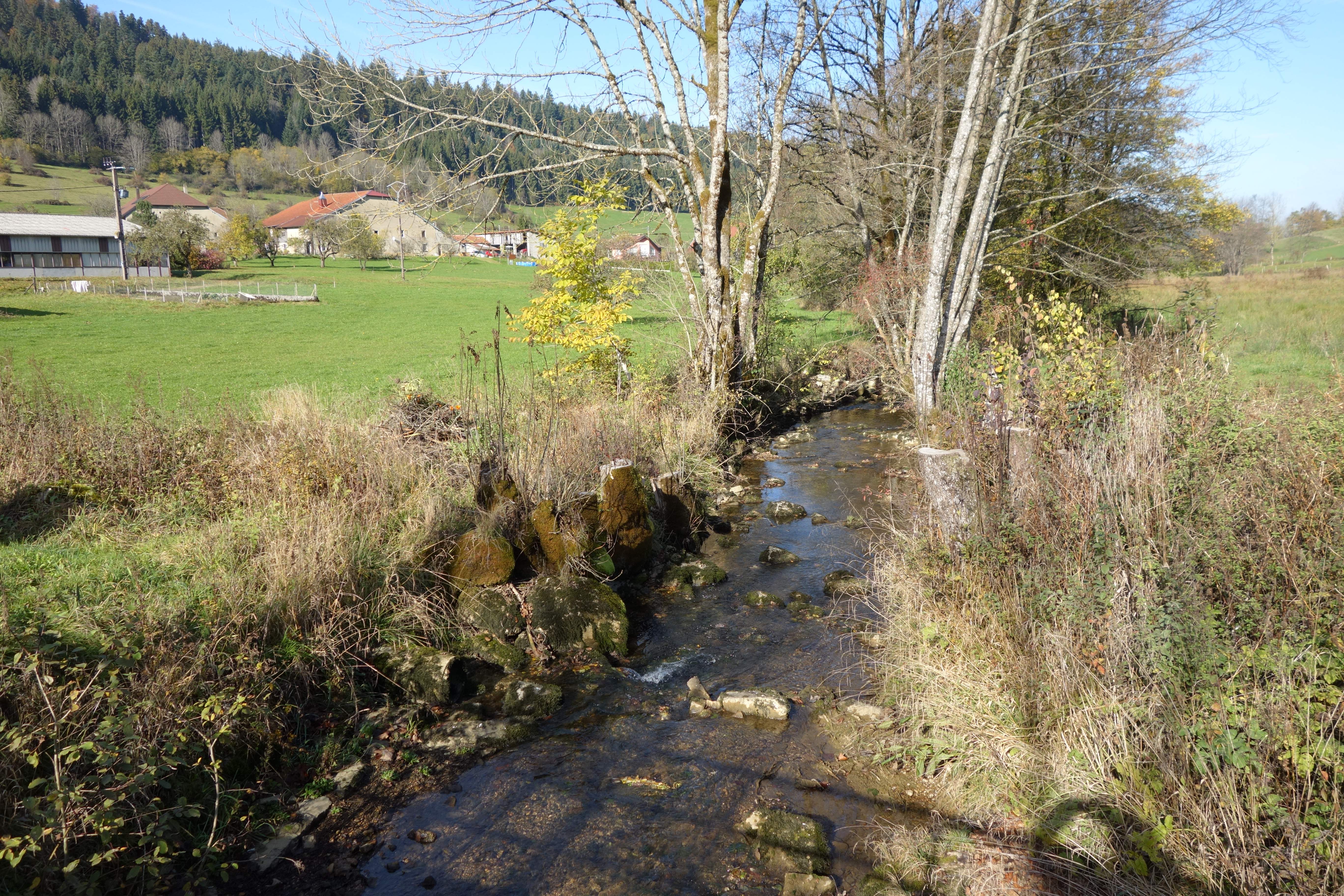
La petite rivière de l'Angillon aux Nans près de sa source

Les Nans, à 10 kilomètres au nord de Champagnole, constitue une petite commune jurassienne regroupant Nans le grand, le Petit Nans et Nans sous Garde-Bois. Ces petites implantations (91 habitants au total) occupent le fond d'une combe assez étroite dont l'altitude la plus basse est 635 mètres alors que les reliefs qui la bordent dépassent 800 mètres (point culminant 904 m) : c'est sur le flanc de l'escarpement de l'est qui sépare Les Nans de Charbonny et Onglières, et où commence la forêt de la Joux, que prend sa source le ruisseau de l'Angillon, petit affluent de l'Ain de 26,7 km qui coule au centre de la dépression. On accède à la source par plusieurs grottes que les spéléologues ont explorées : il s'agit en particulier de la Grotte de la Doye, appelée aussi Grotte aux ours, qui comporte plusieurs ramifications (A,B,C). Le flanc ouest, qui atteint 800 m par endroits, est occupé par la forêt domaniale de la Fresse qui sépare la combe des Nans de la plaine de Saint-Germain-en-Montagne et que traverse la Route des sapins avant de pénétrer an nord dans la forêt de la Joux et celle de Levier.

### Climat
Pour des articles plus généraux, voir Climat de la Bourgogne-Franche-Comté et Climat du département du Jura.
En 2010, le climat de la commune est de type climat de montagne, selon une étude du Centre national de la recherche scientifique s'appuyant sur une série de données couvrant la période 1971-2000. En 2020, Météo-France publie une typologie des climats de la France métropolitaine dans laquelle la commune est dans une zone de transition entre le climat semi-continental et le climat de montagne et est dans la région climatique  Jura, caractérisée par une forte pluviométrie en toutes saisons (1 000 à 1 500 mm/an), des hivers rigoureux et un ensoleillement médiocre. 
Pour la période 1971-2000, la température annuelle moyenne est de 8,3 °C, avec une amplitude thermique annuelle de 16,6 °C. Le cumul annuel moyen de précipitations est de 1 640 mm, avec 12,7 jours de précipitations en janvier et 10,5 jours en juillet. Pour la période 1991-2020, la température moyenne annuelle observée sur la station météorologique de Météo-France la plus proche, « Champagnole », sur la commune de Champagnole à 7 km à vol d'oiseau, est de 9,4 °C et le cumul annuel moyen de précipitations est de 1 573,2 mm. 
La température maximale relevée sur cette station est de 37,5 °C, atteinte le 24 juillet 2019 ; la température minimale est de −23,5 °C, atteinte le 24 décembre 2001,,. 
Les paramètres climatiques de la commune ont été estimés pour le milieu du siècle (2041-2070) selon différents scénarios d'émission de gaz à effet de serre à partir des nouvelles projections climatiques de référence DRIAS-2020. Ils sont consultables sur un site dédié publié par Météo-France en novembre 2022.

## Urbanisme

### Typologie
Au 1er janvier 2024, Les Nans est catégorisée commune rurale à habitat dispersé, selon la nouvelle grille communale de densité à sept niveaux définie par l'Insee en 2022.
Elle est située hors unité urbaine. Par ailleurs la commune fait partie de l'aire d'attraction de Champagnole, dont elle est une commune de la couronne,. Cette aire, qui regroupe 43 communes, est catégorisée dans les aires de moins de 50 000 habitants,.

### Occupation des sols
L'occupation des sols de la commune, telle qu'elle ressort de la base de données européenne d’occupation biophysique des sols Corine Land Cover (CLC), est marquée par l'importance des forêts et milieux semi-naturels (68,6 % en 2018), une proportion identique à celle de 1990 (68,6 %). La répartition détaillée en 2018 est la suivante : 
forêts (68,6 %), prairies (28,1 %), zones agricoles hétérogènes (3,3 %). L'évolution de l’occupation des sols de la commune et de ses infrastructures peut être observée sur les différentes représentations cartographiques du territoire : la carte de Cassini (XVIIIe siècle), la carte d'état-major (1820-1866) et les cartes ou photos aériennes de l'IGN pour la période actuelle (1950 à aujourd'hui).

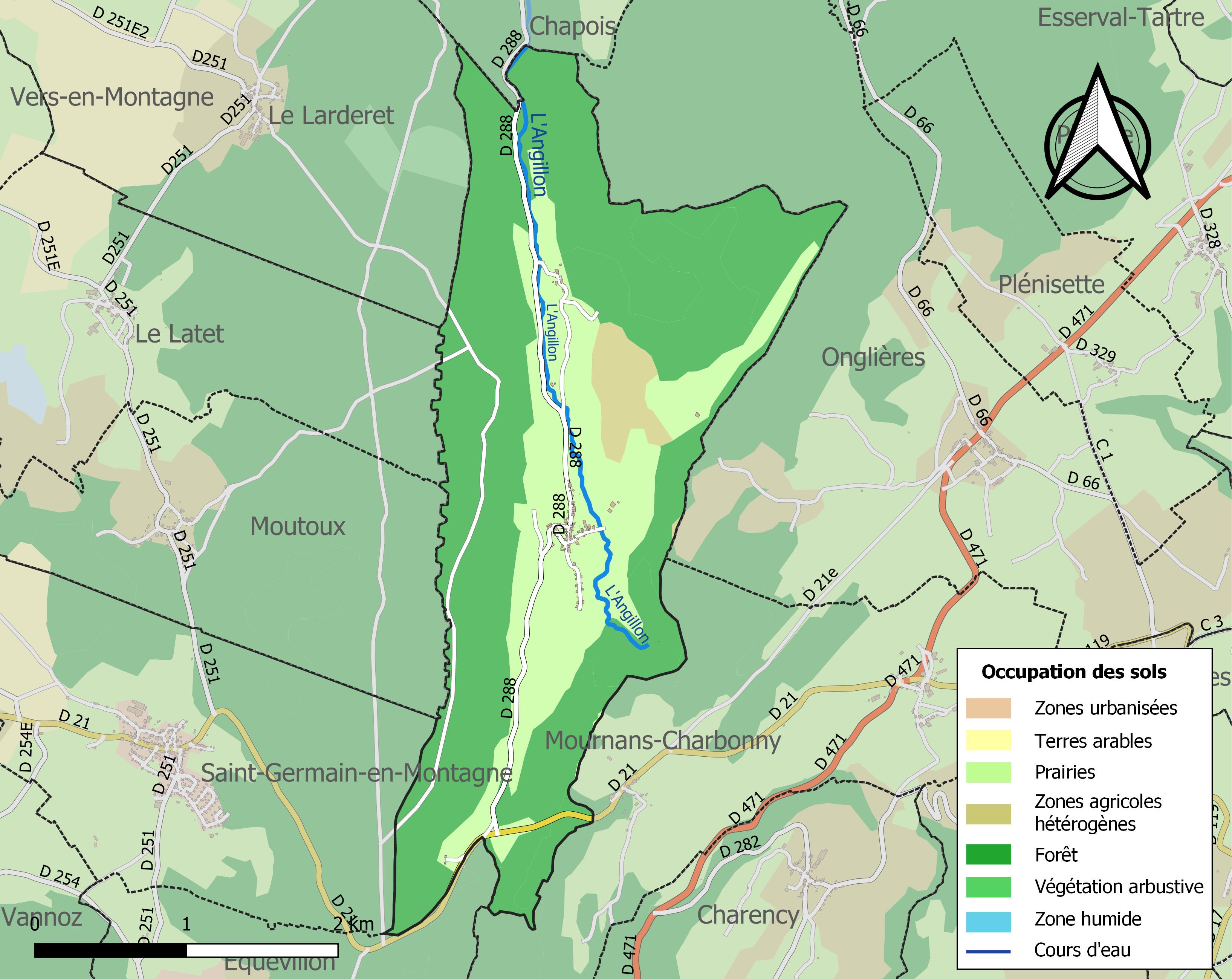
Carte des infrastructures et de l'occupation des sols de la commune en 2018 (CLC).

## Toponymie

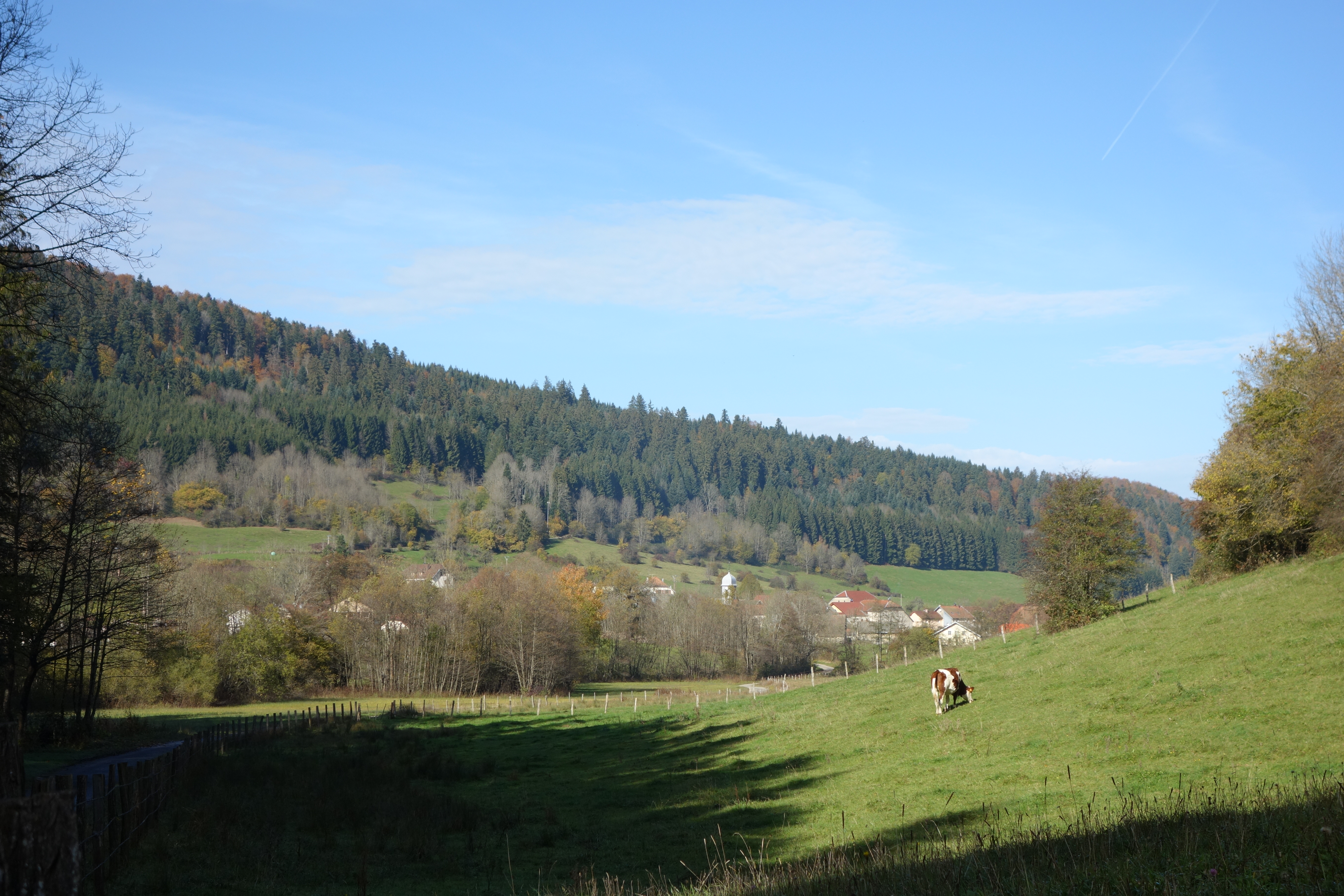
La combe des Nans

Le nom de la commune des Nans vient du gaulois « nanto » qui désigne une vallée (souvent encaissée), une rivière, ou un torrent.
Orthographié nan/nans/nant ou nanc- ce mot est très présent dans la toponymie des régions de langue francoprovençale : Savoie (souvent avec le sens de « torrent ») ou Dauphiné (avec le sens de « combe ») et bien sûr Franche-Comté (cf. Nans-sous-Sainte-Anne par exemple, dans le Doubs). Dans le Jura, il est souvent associé aux dépressions plus ou moins étroites et profondes creusées dans le calcaire, comme c'est le cas des Nans, installé dans la combe creusée par l'Angillon (voir aussi Nanc-lès-Saint-Amour, Nance, Nancuise, Nantey, toutes communes du Jura).
On rencontre cette racine celte dans beaucoup d'autres régions comme pour Nantua dans l'Ain ou Nancy en Meurthe-et-Moselle (voir Nancy#Toponymie pour d'autres précisions sur cette racine). La même racine est aussi à la base de noms de famille comme Nantet ou Nantel.

## Politique et administration
| Période   | Période  | Identité        | Étiquette | Qualité  |
| --------- | -------- | --------------- | --------- | -------- |
| 1914      | 1925     | Joseph Mouraux  | Ind.      |          |
| 1925      | 1943     | Arthur Mouraux  | Ind.      |          |
| 1943      | 1974     | Léon Mouraux    | Ind.      |          |
| 1974      | 1989     | Gaston Tissot   | Ind.      |          |
| 1989      | 2008     | Hubert Mouraux  | Ind.      |          |
| mars 2008 | En cours | Gilles Cicolini | DVD       | Dentiste |

## Démographie
L'évolution du nombre d'habitants est connue à travers les recensements de la population effectués dans la commune depuis 1793. Pour les communes de moins de 10 000 habitants, une enquête de recensement portant sur toute la population est réalisée tous les cinq ans, les populations de référence des années intermédiaires étant quant à elles estimées par interpolation ou extrapolation. Pour la commune, le premier recensement exhaustif entrant dans le cadre du nouveau dispositif a été réalisé en 2008.

En 2022, la commune comptait 98 habitants, en évolution de +10,11 % par rapport à 2016 (Jura : −0,81 %, France hors Mayotte : +2,11 %).
| 1793 | 1800 | 1806 | 1821 | 1831 | 1836 | 1841 | 1846 | 1851 |
| ---- | ---- | ---- | ---- | ---- | ---- | ---- | ---- | ---- |
| 326  | 315  | 348  | 343  | 345  | 352  | 351  | 350  | 361  |

| 1856 | 1861 | 1866 | 1872 | 1876 | 1881 | 1886 | 1891 | 1896 |
| ---- | ---- | ---- | ---- | ---- | ---- | ---- | ---- | ---- |
| 306  | 285  | 253  | 247  | 244  | 222  | 225  | 217  | 190  |

| 1901 | 1906 | 1911 | 1921 | 1926 | 1931 | 1936 | 1946 | 1954 |
| ---- | ---- | ---- | ---- | ---- | ---- | ---- | ---- | ---- |
| 189  | 171  | 156  | 127  | 142  | 117  | 112  | 121  | 128  |

| 1962 | 1968 | 1975 | 1982 | 1990 | 1999 | 2006 | 2008 | 2013 |
| ---- | ---- | ---- | ---- | ---- | ---- | ---- | ---- | ---- |
| 109  | 104  | 89   | 116  | 100  | 83   | 88   | 90   | 90   |

| 2018 | 2022 | - | - | - | - | - | - | - |
| ---- | ---- | - | - | - | - | - | - | - |
| 94   | 98   | - | - | - | - | - | - | - |

La population des Nans semble diminuer et vieillir depuis une trentaine d'années (quoiqu'une récente augmentation), marquée par la disparition dans les années 1970 par la fermeture de la fromagerie et du départ du curé dans les années 1990. La commune est riche en résidences secondaires.

## Économie
Les activités économiques de la commune sont liées à l'agriculture, tournée vers l'élevage des vaches laitières, qui exploite les terres de la combe, mais surtout à l'exploitation forestière : les sapinières représentant la plus grande part du territoire de la commune, souvent considérée comme riche comme en témoignent les aménagements publics. Une ébénisterie est ainsi installée sur la commune. Celle-ci fabrique des meubles de styles et contemporain de haut de gamme pour les magasins ainsi que pour les particuliers.

## Lieux et monuments
- L'église Saint-Claude au clocher comtois, rénové récemment, recouvert de zinc et un imposant presbytère.
- Plusieurs fontaines-abreuvoirs ornées de statues ainsi qu'une fontaine-lavoir en pierre.
- La source de l'Angillon et les grottes de la Doye dont la grotte aux Ours ornée de deux sculptures récentes représentant des ours. L'encaissement de la combe des Nans a marqué les traditions locales qui parlent d'ours (c'est devenu le nom des habitants) et de Dame verte, fée associée à la Fontaine Noire qu'elle hantait jadis[23].
- Des sentiers de randonnées pédestres et VTT ont aussi été aménagés pour permettre la découverte de ces paysages jurassiens caractéristiques qui font également le bonheur des spéléologues et des naturalistes.

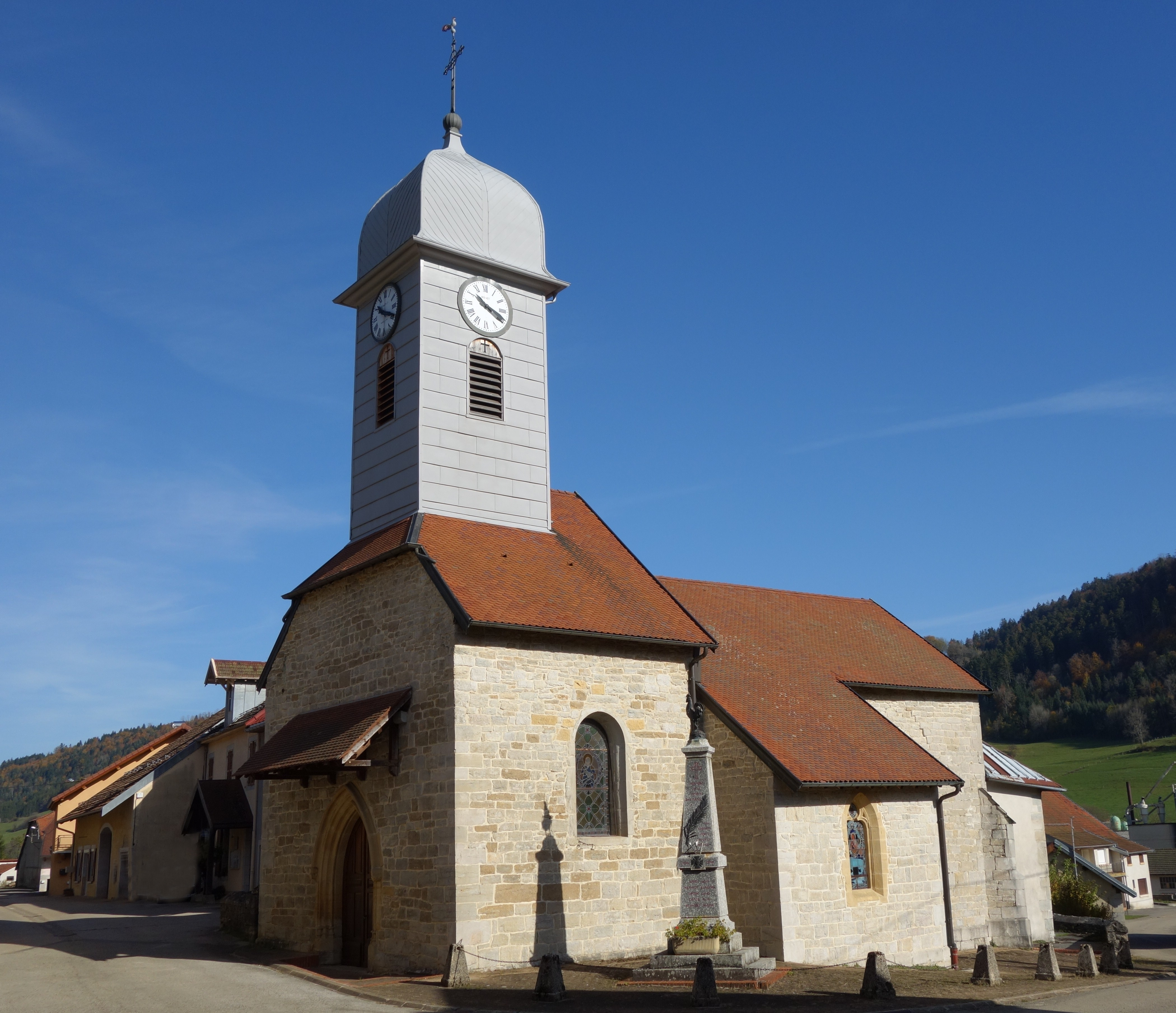
L'église Saint-Claude.
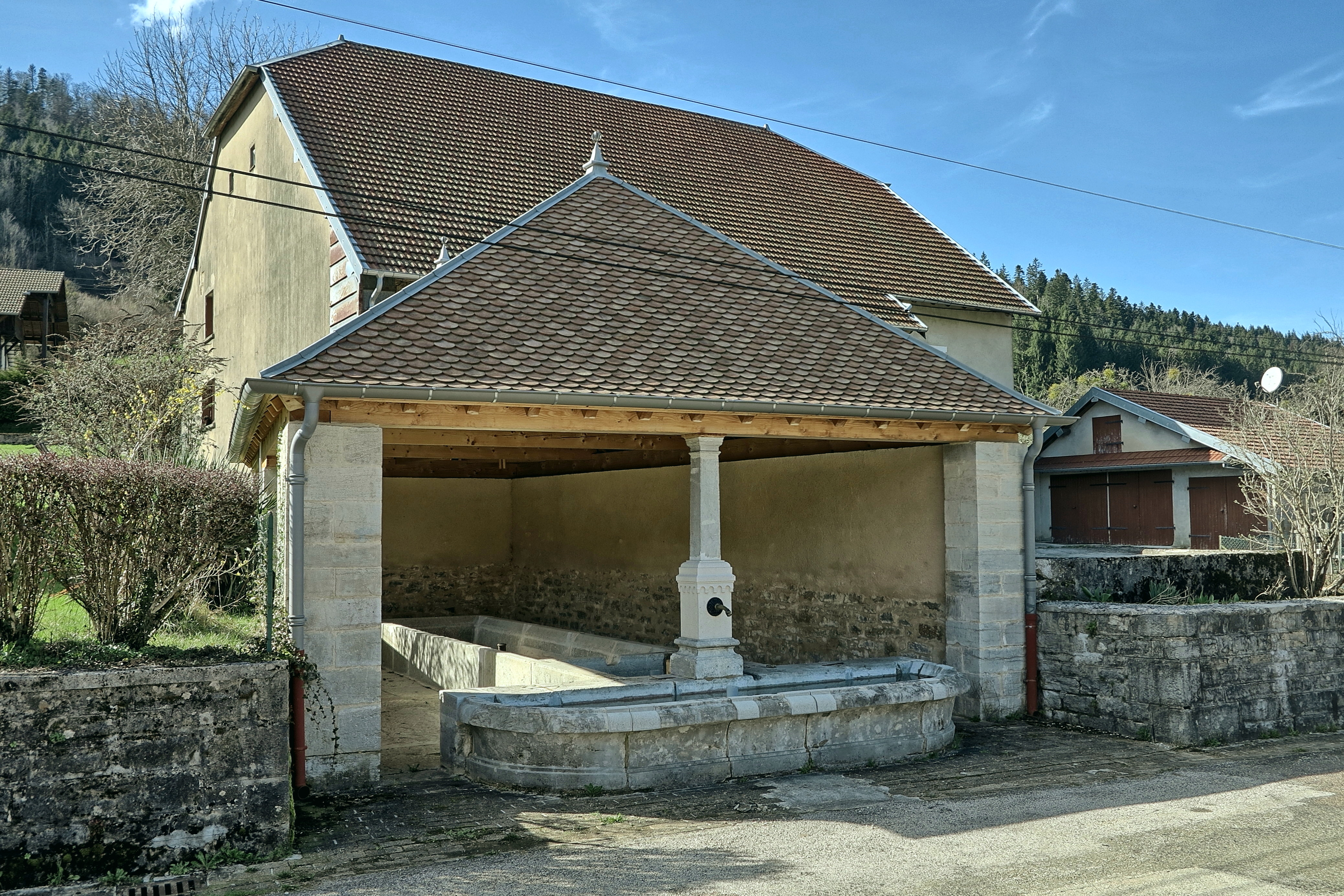
Le lavoir-abreuvoir.
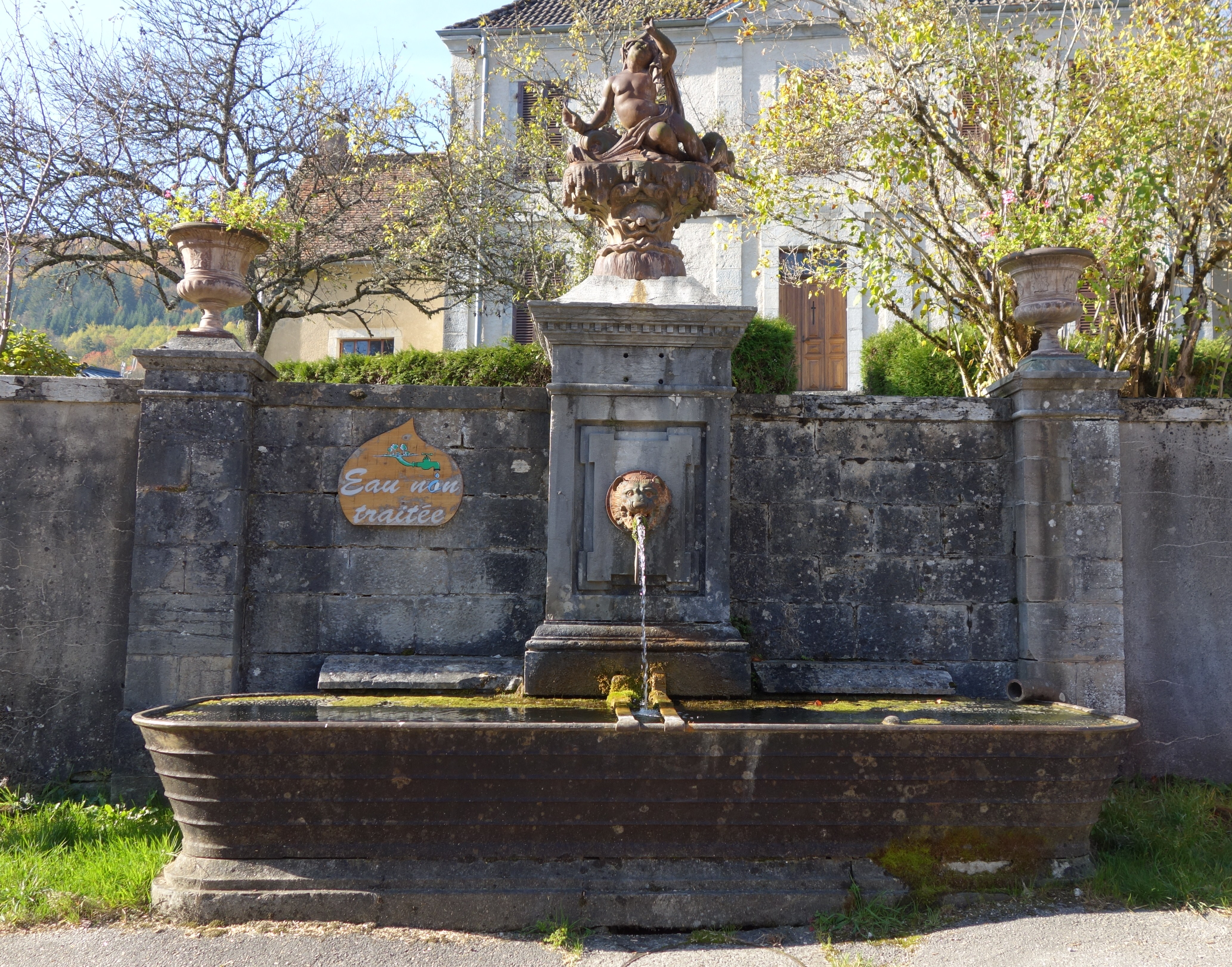
La fontaine au centre du village.
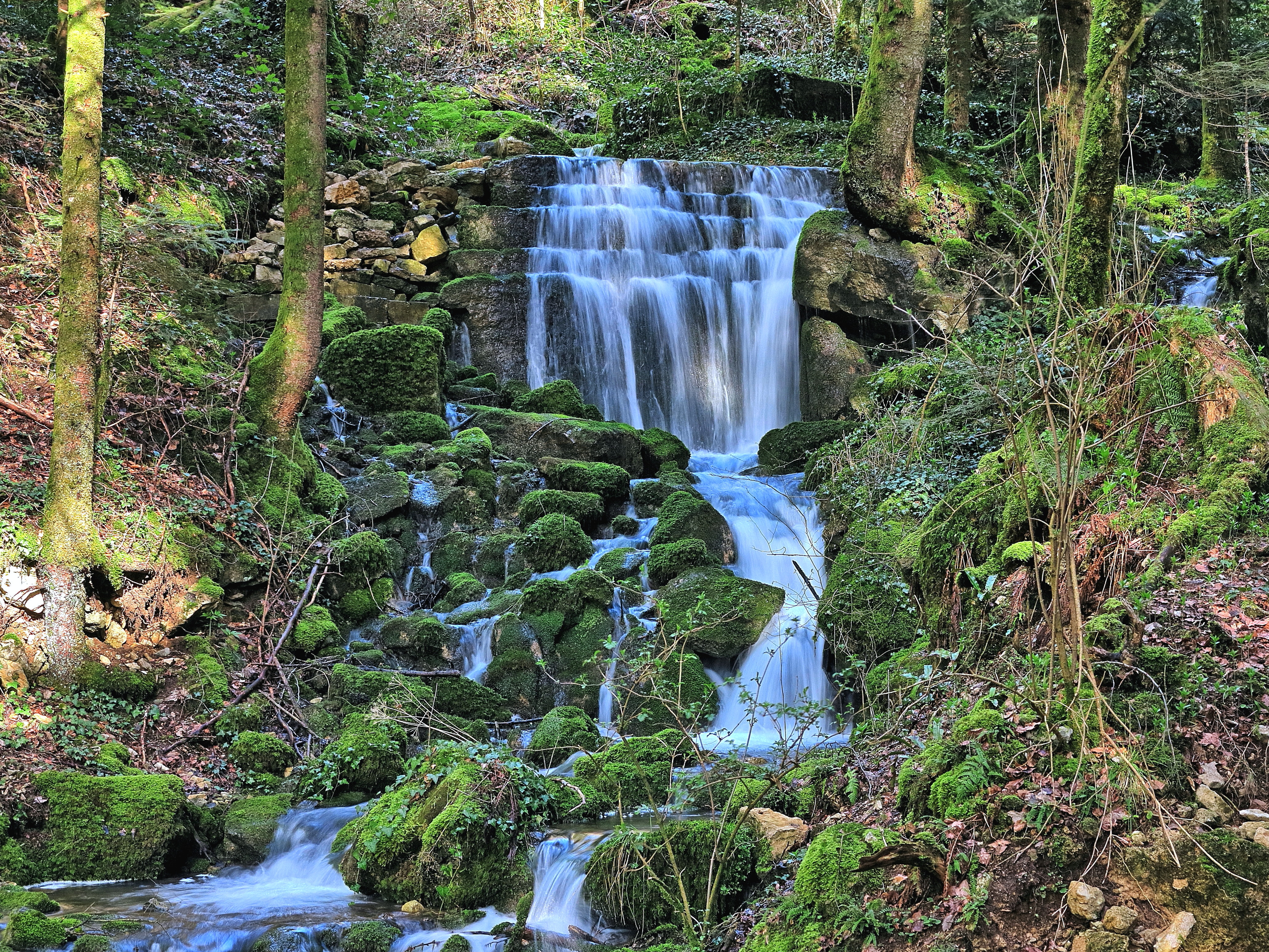
La cascade de la source de l'Angillon.
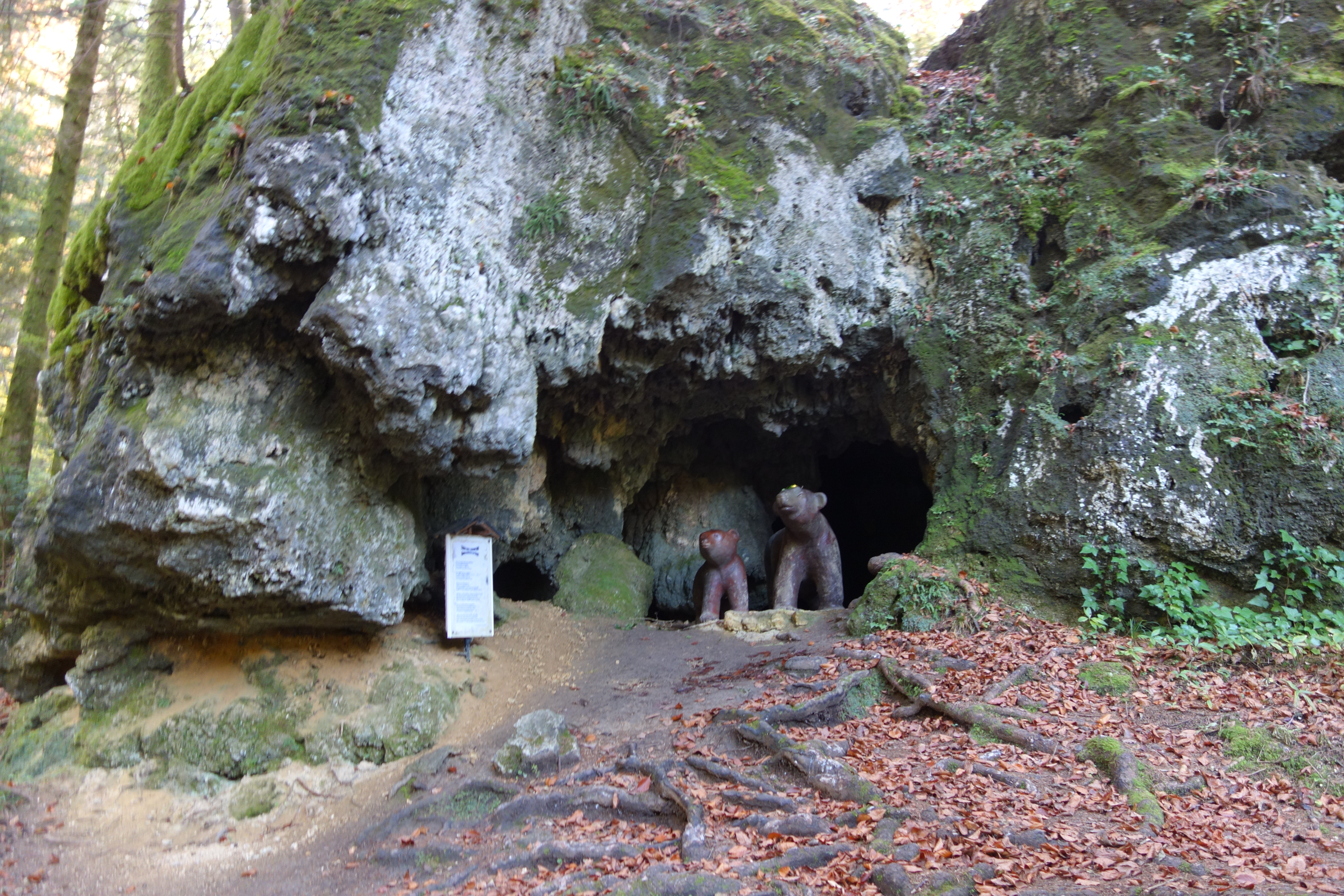
La grotte aux ours.

## Personnalités liées à la commune
- Dom Paul Benoit (1850-1915), missionnaire au Canada